# K30 Biho
K30 Biho ("Leteči tiger") je južnokorejski gosenični samovozni protiletalski top. Sistem je nameščen na šasijo od K200 KIFV. Oborožen je z dvema KKCB 30×170mm avtomatskima topovoma, ki imata efektiven doseg do 3 kilometre. Decembra 2013 so objavili, da bodo na K30 namestili tudi protiletalske rakete Šin-Gung, ki bodo povečale doseg sistema na 7 kilometrov.  
K30 je opremljen s TPS-830K radarjem, FLIR iskalom, laserskim daljinomerom (LRF), sistemom za identifikacijo prijatelj ali sovražnik (IFF), TV kamero, sistemom za nočno gledanje in digitalnim sistemom za kontrolo ognja.
Trenutno uporablja sistem samo Južnokorejska vojska. 

## Zunanje pvoezave
- Doosan DST - K30 Biho Arhivirano 2015-05-19 na Wayback Machine.
- Stran podjetjaS&T Dynamics
- K30 Biho naFAS.org